# 薩摩山崎駅
薩摩山崎駅（さつまやまざきえき）は、かつて鹿児島県薩摩郡宮之城町久富木（現・薩摩郡さつま町久富木）に設置されていた、日本国有鉄道（国鉄）宮之城線の駅（廃駅）である。
1987年（昭和62年）1月10日、宮之城線の廃止に伴い廃駅となった。

## 歴史
- 1926年（大正15年）5月8日：樋脇駅 - 宮之城駅間開業に伴い、一般駅として開業[3]。
- 1962年（昭和37年）3月25日：貨物取扱廃止[2]。
- 1963年（昭和38年）4月1日：業務委託駅となる（日本観光社に委託）[4]。
- 1983年（昭和58年）3月14日：無人駅となる[5]。
- 1987年（昭和62年）1月10日：宮之城線の全線廃止に伴い、廃駅となる[2]。

## 駅構造
営業末期は単式ホーム1面1線と木造駅舎を有する無人駅であったが、かつては相対式ホーム2面2線を有する有人駅であった。

## 利用状況
以下に年間の乗降人員および貨物取扱量を示す。
| 年度               | 乗降人員（人） | 貨物取扱量（t） |
| ------------------ | -------------- | --------------- |
| 1926年（大正15年） | 70,313         | 1,543           |
| 1935年（昭和10年） | 34,095         | 4,249           |
| 1945年（昭和20年） | 126,686        | 6,300           |
| 1955年（昭和30年） | 127,844        | 6,850           |
| 1965年（昭和40年） | 128,176        | -               |
| 1968年（昭和43年） | 116,337        | -               |

## 駅周辺
- 久富木簡易郵便局
- 鹿児島県道392号薩摩山崎停車場線
- 鹿児島県道393号原口薩摩山崎停車場線

## 廃止後の状況
駅舎は解体され、「国鉄宮之城線薩摩山崎駅跡」の記念碑と車輪および駅名標（レプリカ）を有する広場となっており、簡素な東屋を併設している。

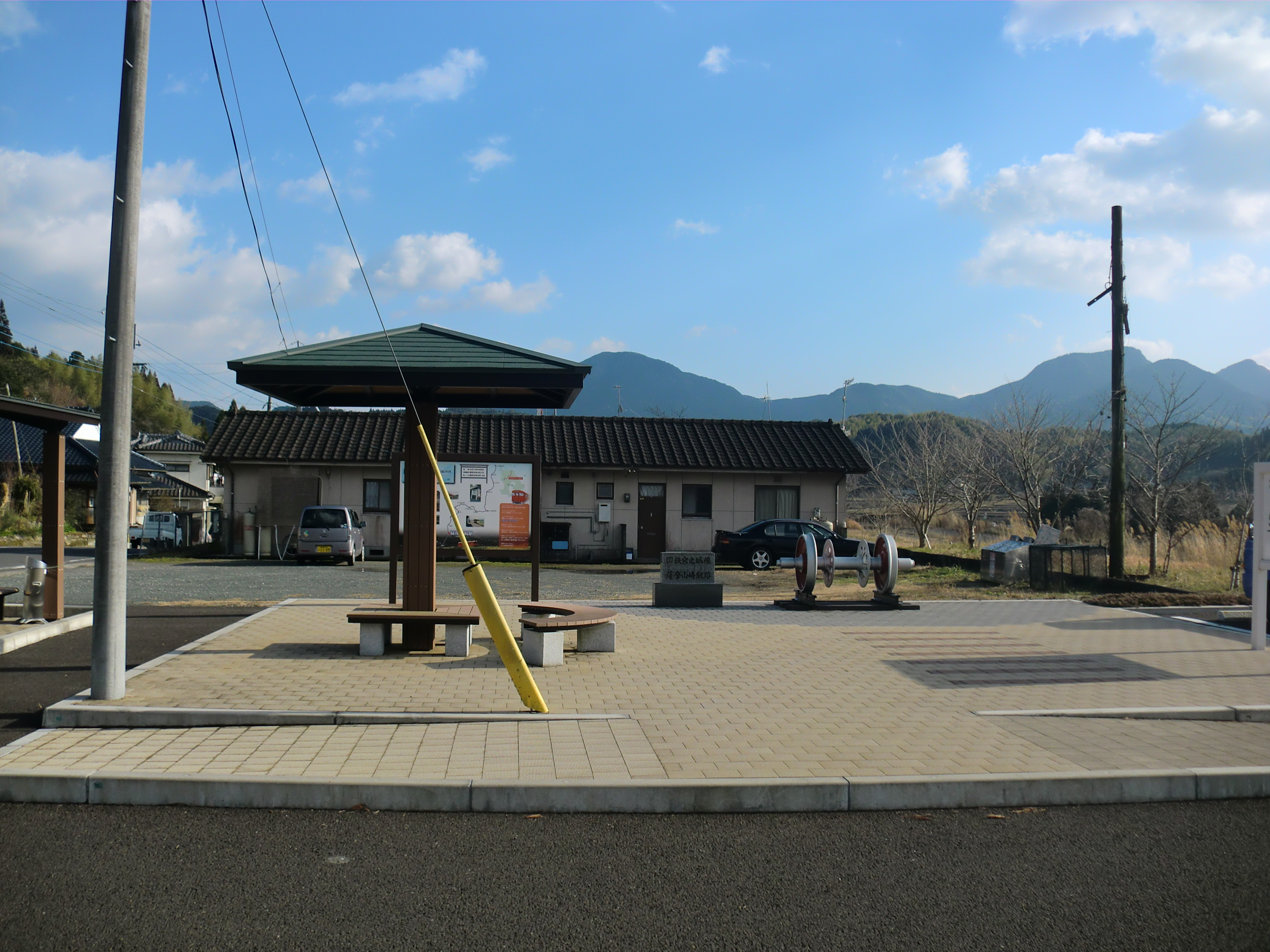
薩摩山崎駅跡（2013年1月）
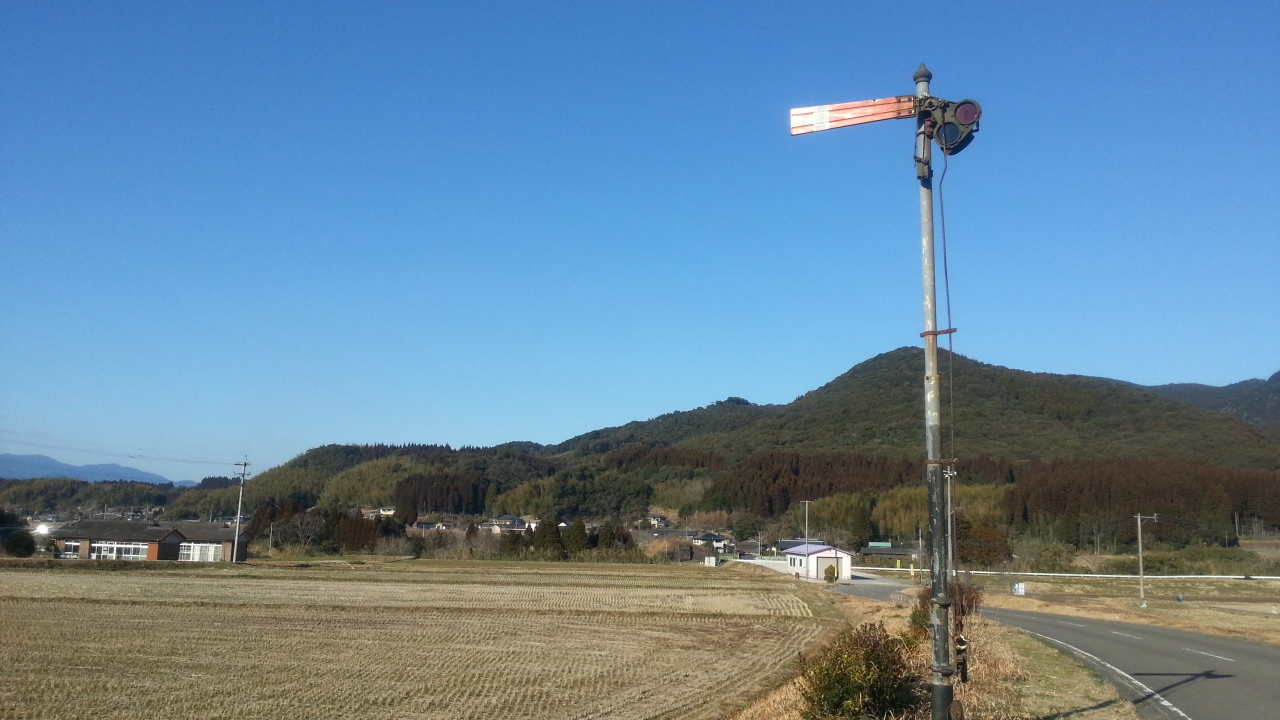
薩摩山崎駅付近に残る腕木式信号機（2013年1月）
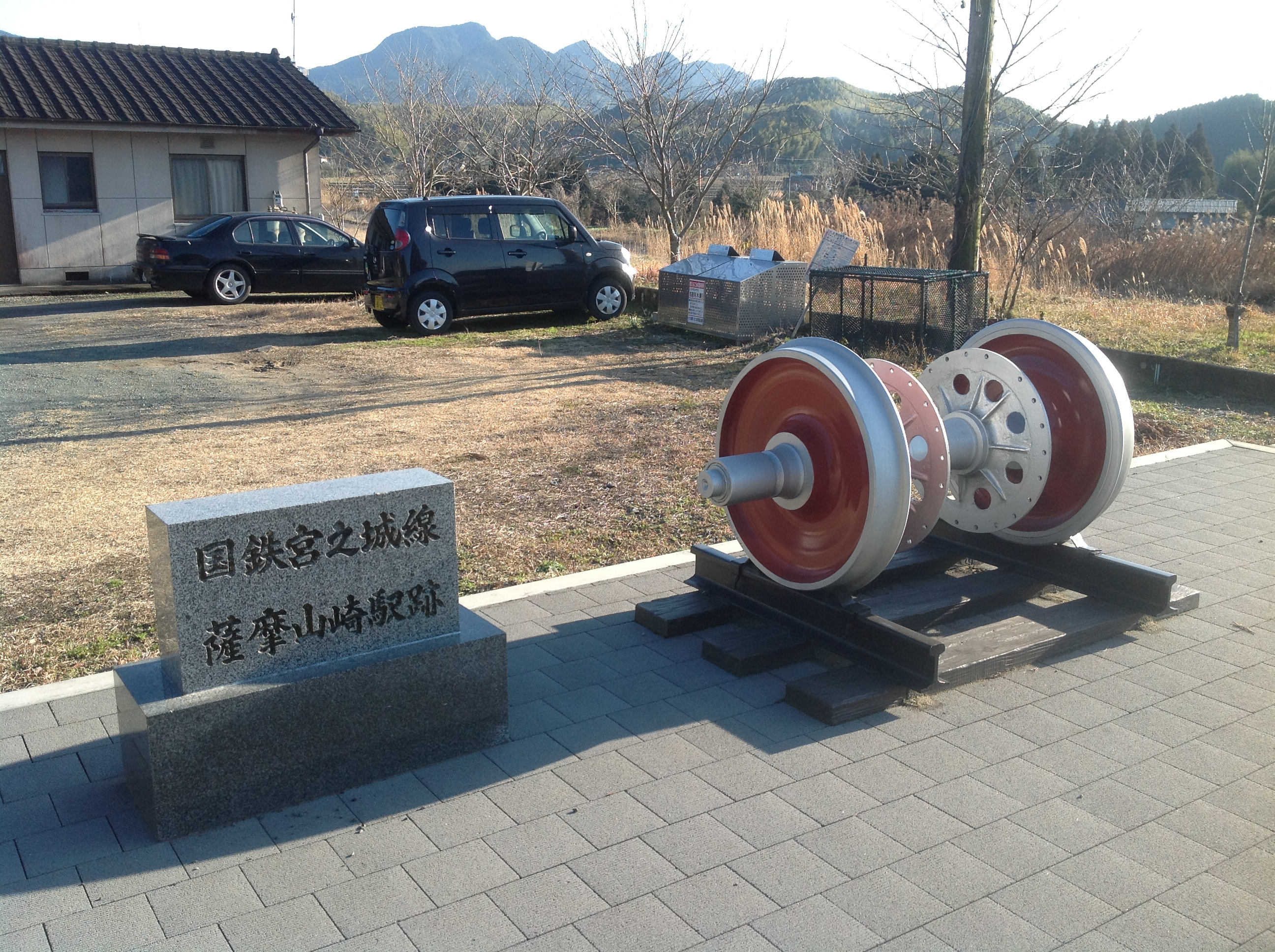
駅跡記念碑と車輪（2013年1月）

## 隣の駅
日本国有鉄道
宮之城線
入来駅 - 薩摩山崎駅 - 船木駅